# Megra trimaculata
Megra trimaculata är en insektsart som beskrevs av Willemse, C. 1955. Megra trimaculata ingår i släktet Megra och familjen Pyrgomorphidae. Inga underarter finns listade i Catalogue of Life.